# Kolonel Jorgen
Kolonel Jorgen of kolonel Boris is een personage in de stripreeks Kuifje, getekend door Hergé. Hij is waarschijnlijk een Borduriër.
De kolonel komt voor in drie albums: De scepter van Ottokar (als Boris), en in Raket naar de maan (één plaatje) en Mannen op de maan onder de naam Jorgen. In geen van de verhalen wordt duidelijk welke naam zijn echte is, of dat het allebei schuilnamen zijn.

## Geschiedenis in de strip
In De scepter van Ottokar is kolonel Boris de vertrouweling en persoonlijk adjudant van Muskar XII, de koning van Syldavië. Achter de schermen maakt hij echter deel uit van een groep samenzweerders die de koning ten val trachten te brengen en zodoende Syldavië aansluiting te laten vinden met Bordurië. Dit plan wordt op het nippertje door Kuifje verijdeld.
In het tweeluik Raket naar de maan/Mannen op de maan krijgt deze persoonlijke nederlaag ten opzichte van Kuifje een vervolg. Om zich te wreken laat Boris, nu opererend onder de naam Jorgen, zich als verstekeling opsluiten in de raket die vanuit Sbrodj naar de maan vertrekt, Hij wordt hierbij geholpen door Frank Wolff, die onder druk is gezet door dezelfde Bordurische organisatie waarvoor Jorgen werkt. Eenmaal op de maan komt Jorgen tevoorschijn, als Kuifje en Wolff even alleen in de raket zijn. De anderen zijn op dat moment buiten in een maanwagen. Jorgen toont zich hierna meedogenloos. Hij wil alle anderen achterlaten, maar wordt door Kuifje overmeesterd en samen met Wolff gevangengenomen. Later ontsnappen ze en Jorgen wil nu alsnog iedereen doodschieten omdat er niet genoeg zuurstof voor iedereen aan boord van de raket is. Tijdens een worsteling met Wolff, die dit wil verhinderen, wordt Jorgen dodelijk getroffen door een kogel in zijn hart. Zijn lichaam wordt in de ruimte achtergelaten.